# Outwood (Wakefield)
Pour les articles homonymes, voir Outwood.

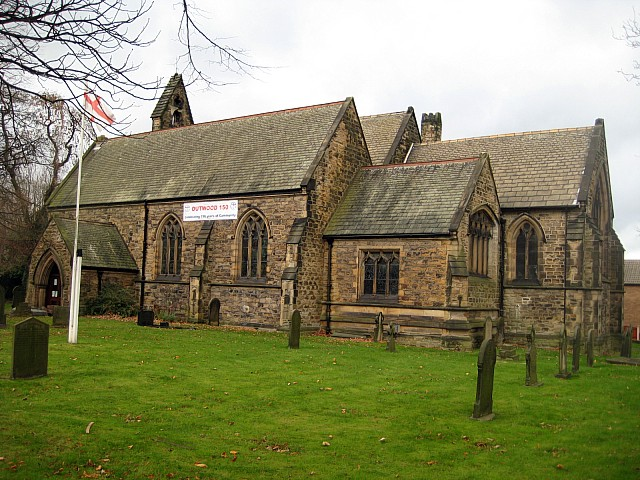
Église de Saint Mary Magdalene

Outwood est une banlieue de Wakefield, Royaume-Uni. Le quartier possède une gare.